# Anni senza fine (album)
Anni senza fine è il terzo album di Mistaman, uscito il 28 luglio 2008 autoprodotto per Unlimited Struggle Music.

## Descrizione
L'album, il terzo della carriera dell'artista, si avvale di alcuni featuring di rilievo, tra cui i collaboratori di sempre DJ Shocca e Frank Siciliano e i palermitani Stokka & MadBuddy, già presente sull'album precedente Parole.

## Tracce
1. Intro - 1.28 -  (testo: Mistaman - musica: Zonta, DJ Rockdrive)
2. Se solo avessi... - 4.32 - (testo: Mistaman - musica: DJ Shocca)
3. Chi sei? - 3.28 - (testo: Mistaman - musica: DJ Shocca)
4. Non ci butti giù - 2.36 - (testo: Mistaman - musica: DJ Shocca)
5. M.I.S.T.A.M.A.N. - 1.59 - (testo: Mistaman - musica: Fid Mella)
6. Superfunkycrazyfuturisticpsychojoint - 3.02 - (testo: Mistaman, MadBuddy - musica: Stokka)
7. Escalation - 4.21 - (testo: Mistaman - musica: Fid Mella, DJ Tsura)
8. Te-le-co-man-do - 3.35 - (testo: Mistaman - musica: Frank Siciliano)
9. La mia musica - 3.54 - (testo: Mistaman, Giallo - musica: Frank Siciliano)
10. Cosa c'è che non va? - 3.28 - (testo: Mistaman - musica: DJ Shocca)
11. Quello che non fai - 4.14 - (testo: Mistaman - musica: DJ Shocca)
12. So che ci sei - 3.05 - (testo: Mistaman - musica: Fid Mella)
13. Mille richiami - 3.52 - (testo: Mistaman, Frank Siciliano - musica: DJ Shocca)
14. 100 barre - 4.36 - (testo: Mistaman - musica: Fid Mella)